# Devil May Cry (serie)

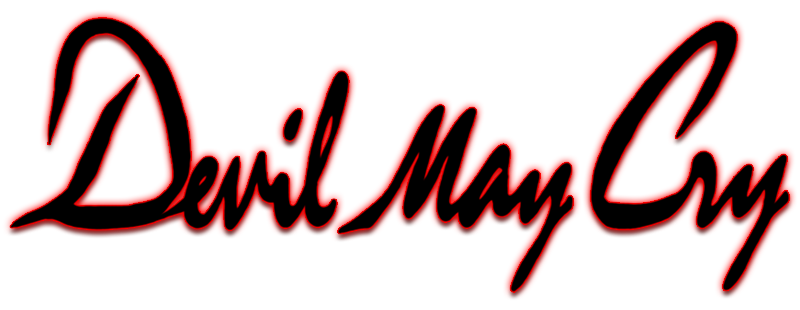
Logo ufficiale della serie

Devil May Cry (デビルメイクライ?, Debiru Mei Kurai) è una serie videoludica Action-adventure, hack and slash creata da Hideki Kamiya e sviluppata e pubblicata da Capcom. La serie ha come protagonista Dante, un cacciatore di demoni che ha come obiettivo vendicare la morte di sua madre.

## Capitoli

### Serie principale

#### Devil May Cry
Primo videogioco della serie pubblicato per PlayStation 2 il 23 agosto 2001 in Giappone, il 16 ottobre 2001 nel Nord America e il 7 dicembre 2001 in Europa.

#### Devil May Cry 2
Secondo capitolo della serie pubblicato per PlayStation 2 il 30 gennaio 2003 in Giappone, il 25 gennaio 2003 nel Nord America e il 27 marzo 2003 in Europa.

#### Devil May Cry 3: Dante's Awakening
Terzo capitolo della serie pubblicato per PlayStation 2 il 17 febbraio 2005 in Giappone, il 1º marzo 2005 nel Nord America e il 24 marzo 2005 in Europa. Cronologicamente è un prequel ed è quindi ambientato prima degli eventi del primo capitolo.

#### Devil May Cry 4
Quarto capitolo della serie pubblicato per PlayStation 3 e Xbox 360 il 31 gennaio 2008 in Giappone, il 5 febbraio 2008 nel Nord America e l'8 febbraio 2008 in Europa e per Microsoft Windows l'11 luglio 2008. Nel giugno del 2015 esce in versione Special Edition per PlayStation 4, Xbox One e Microsoft Windows: tale versione presenta aggiunte e miglioramenti rispetto all'originale, dando inoltre la possibilità di rivivere l'avventura con tre nuovi personaggi dai moveset inediti.

#### Devil May Cry 5
Quinto capitolo della serie pubblicato per PlayStation 4, Xbox One e Microsoft Windows e stavolta tale capitolo viene pubblicato in tutti i paesi l'8 marzo 2019.

### Reboot

#### DmC Devil May Cry
DmC Devil May Cry è un videogioco sviluppato da Ninja Theory, distribuito da Halifax e pubblicato da Capcom. Tale capitolo è un reboot della serie ambientato in un universo parallelo e non è in alcun modo collegato con la trama dei capitoli numerati. È stato pubblicato inizialmente per PlayStation 3, Xbox 360 e Microsoft Windows nel gennaio del 2013. Nel marzo 2015 esce su PlayStation 4 e Xbox One nella versione Definitive Edition con aggiunte e miglioramenti vari rispetto alla versione originale, inoltre tutti i DLC venduti a parte inizialmente sono già presenti all'interno del disco.

### Collection

#### Devil May Cry 5th Anniversary Collection
La prima raccolta dei primi tre capitoli originali della serie: Devil May Cry, Devil May Cry 2 e Devil May Cry 3: Dante's Awakening. Pubblicata nel 2006 esclusivamente negli Stati Uniti e Canada per PlayStation2 su 4 DVD, non include bonus extra.

#### Devil May Cry HD Collection
Raccolta di videogiochi contenente la prima trilogia della saga. Tale raccolta include contenuti bonus e il supporto per gli obiettivi e il supporto alla risoluzione HD. Pubblicata nel 2012 per PlayStation 3 ed Xbox 360.
Segue una seconda edizione sempre con lo stesso titolo Devil May Cry HD Collection (2018) con l'aggiunta del supporto al Full HD e ai 60 FPS oltre ai vari bonus e trofei, la versione PC supporta anche la definizione 4K. Pubblicata per PlayStation 4, Xbox One e PC Steam.

## Ordine cronologico
Durante un livestream trasmesso in Giappone, Capcom ha rivelato che la linea temporale della serie è definitivamente cambiata con l'arrivo del quinto capitolo. Gli altri media come la serie animata del 2007 e la serie manga prequel composta da 2 volumi basato su Devil May Cry 3 (CODE 1 DANTE & CODE 2 VERGIL) sono canonici nel universo dei videogiochi. Tuttavia il reboot sviluppato da Ninja Theory uscito nel 2013 viene considerato "non canonico" poiché ambientato in un universo parallelo e dunque non può essere incluso nella linea temporale . Nel 2018 i creatori della serie Netflix di Castlevania (2017-2021) hanno realizzato una nuova serie anime basata sulla serie uscita ad aprile 2025, la nuova serie è la trasposizione del terzo capitolo e dei loro rispettivi manga prequel. Attualmente la cronologia della trama è dunque il seguente:
1. Devil May Cry 3 CODE 1: Dante (Manga 2005)
2. Devil May Cry 3 CODE 2: Vergil (Manga 2006)
3. Devil May Cry 3: Dante's Awakening (2005)
4. Devil May Cry (2001)
5. Devil May Cry (2007)
6. Devil May Cry 2 (2003)
7. Devil May Cry 4 (2008)
8. Devil May Cry 5: Before the Nightmare (Romanzo 2019) [5]
9. Devil May Cry 5 (2019)

## Accoglienza
La rivista Play Generation classificò la stirpe di Sparda come la quarta famiglia più celebre dei videogiochi usciti su PlayStation 2.

### Vendite
| Nome gioco        | Versione | Milioni |
| ----------------- | -------- | ------- |
| Devil May Cry 5   | tutte    | 10.00   |
| Devil May Cry 4   | tutte    | 5.80    |
| DmC Devil May Cry | tutte    | 4.50    |
| Devil May Cry 3   | PS2      | 2.30    |
| Devil May Cry     | PS2      | 2.16    |
| Devil May Cry 2   | PS2      | 1.70    |

## Altri media

### Serie animate

#### Devil May Cry(2007)
Nel 2007 è uscita la serie anime Devil May Cry la storia dell anime è ambientata in mezzo tra Devil May Cry e Devil May Cry 2.

#### Devil May Cry(2025)
Nel 2025 è uscita una nuova serie animata su Netflix in cui è un adattamento del videogioco Devil May Cry 3: Dante's Awakening e della serie manga dedicata al terzo capitolo che fungeva da prequel composta da 2 volumi, ovvero Devil May Cry 3: CODE 1: DANTE e CODE 2: VERGIL.